# Porphyrinia chlorotica
Porphyrinia chlorotica là một loài bướm đêm trong họ Noctuidae.